# 삼지연관현악단
삼지연관현악단(三池淵管絃樂團, 영어: Samjiyon Orchestra)은 조선민주주의인민공화국의 관현악단이다. 삼지연관현악단은 2018년 1월 평창 동계 올림픽 북측 예술단으로 새롭게 선보였는데, 기존 삼지연악단의 연주진을 중심으로 청봉악단의 가수들과 일부 연주자들 그리고 다른 악단의 연주자들을 조합한 일종의 연합 악단이었다. 그리고 2018년 4월 7일 노동신문 보도에 의하면, 삼지연관현악단은 일시적인 프로젝트 연합 악단 위상에서 벗어나 기존 삼지연악단을 확대 개편하여 김정은의 지도로 새롭게 창설한 음악단체로 확인되었다. 이러한 시도는 김정은 정권이 은하수관현악단의 2013년 비극적 종말 이후에 음악에 있어서도 유연성과 부드러움을 강조하며 정상국가 이미지를 부각하려는 것으로 보인다.
삼지연관현악단의 모체라고 할 수 있는 삼지연악단(三池淵樂團, 영어: Samjiyon Band)은 2009년 1월 창단되었으며 보통 만수대예술단 삼지연악단으로 불렸다. 2009년 조선신보 보도에 의한다면, "강성대국을 건설하는 인민의 지향과 요구에 들어맞는 음악, 사람들이 음악을 들으며 웃기도 하며 눈물 또한 흘릴 수 있는, 대중들과 호흡할 수 있는 그러한 음악"을 만들라는 김정일 국방위원장의 음악 대중화와 통속화 지침에 따라 결성되었으며, 일종의 팝스 오케스트라 성격을 갖고 있었다.

## 삼지연악단

### 악단의 배경
삼지연악단은 만수대예술단의 공훈여성기악중주조를 모체로 하여 태어난 새로운 형식의 악단이었으며 그래서 여성 단원들의 숫자가 특히 현악 파트에서는 압도적으로 많은 편이었다. 이것은 삼지연관현악단으로 새롭게 태어난 이후에도 마찬가지이어서 2018년 2월 평창 동계 올림픽 북측 예술단 공연 당시 제1바이올린, 제2바이올린, 비올라, 첼로 파트는 모두 41명으로 구성되었으나 그중 여성 연주자는 무려 34명에 이르렀다.
삼지연악단은 악기편성, 편곡 그리고 단원들의 의상과 연주수준, 무대구성 등 예술창조의 모든 면에서 민족적 정서와 현대적 미감을 다 같이 잘 살려내고 있다는 평가를 받고 있었으며, 재일본 조선인총연합회 기관지 조선신보는 북측의 음악 전문가들의 말을 인용, 삼지연악단의 특징은 "음악의 고상함을 유지하면서 그것을 관중이 더 잘 이해하고 받아들일 수 있게 통속화를 한층 높은 수준에서 실현한 것에 있다"고 설명하였다.

### 악단의 구성
삼지연악단은 2009년 창단 당시 50여 명 정도의 연주진으로 구성되었으며 악단 단원들은 김원균 평양음대 출신이 주류를 이루었는데, 창단 당시 평균 나이 20대 초반의 젊은 악단이었으며 특히 바이올린 파트에서는 '얼짱' 악단으로 보도될 정도로 미모의 여성 단원들이 있었다. 악단은 바이올린과 첼로를 중심으로 하프, 트럼펫, 트롬본, 클라리넷, 플루트, 오보에 등 관현악기들과 여기에 피아노, 바얀 등을 비롯한 개별적인 악기들을 다양하게 조합하고 있었다.
창단 초기에는 만수대예술단 소속의 김일진이 단장으로 보도되었으며, 2011년 1월 공연에서는 윤이상관현악단의 지휘자 김호윤이 잠시 삼지연악단의 지휘자로 활동한 적이 있었다. 그 후 공훈배우 리순애가 단장 겸 지휘자로 2014년·2015년 두 차례에 걸쳐 북측 언론매체에서 확인되었으며, 당시 무대 전면에서 바이올린 독주를 하는 한편으로 가끔 지휘까지 하는 리순애를 볼 수 있었다. 2015년 3월 25일 노동신문은 삼지연악단 단장 겸 지휘자 리순애의 인터뷰를 실었는데 이 기사에서 리순애는 만수대예술단 여성기악중주조 출신인 것으로 밝혀졌다.  2016년 11월의 악단 재정비 이후에는 김호윤이 지휘자로 활동하였다.
2012년 모란봉악단의 창단 이전까지 삼지연악단의 단원으로서 선우향희(바이올린), 홍수경(바이올린) 그리고 김향순(바얀) 등이 있었으며, 선우향희·홍수경·김향순은 모두 삼지연악단을 떠나 2012년 7월 모란봉악단의 첫 시범공연에 모습을 보였다.

### 악단의 재정비
2016년 11월 16일 어머니날 경축공연을 보면, 삼지연악단은 분명히 재정비된 듯 보였다. 이전과 다르게 여성단원들은 옅은 진달래빛 드레스, 남성단원들은 짙은 진달래빛 상의를 입었고 악보받침대 커버에는 삼지연악단 로고가 선보였는데 오선지 위에 활짝 피어난 진달래이었다. 북측 보도매체에 의하면, "백두산과 삼지연을 배경으로 하여 백두의 이깔나무와 조국의 진달래로 특색있게 장식된 공연무대"라는 설명으로 미루어보아 진달래는 삼지연악단의 상징으로 새롭게 채택된 것으로 보였으며 또한 이 공연에서는 일렉트릭 기타와 드럼 연주자가 등장하였다.

### 공연 목록
2009년부터 2018년 1월까지 외부에 알려진 삼지연악단의 공연목록이며 따라서 여기에 포함되지 않은 공연이 있을 수 있다.
2009년

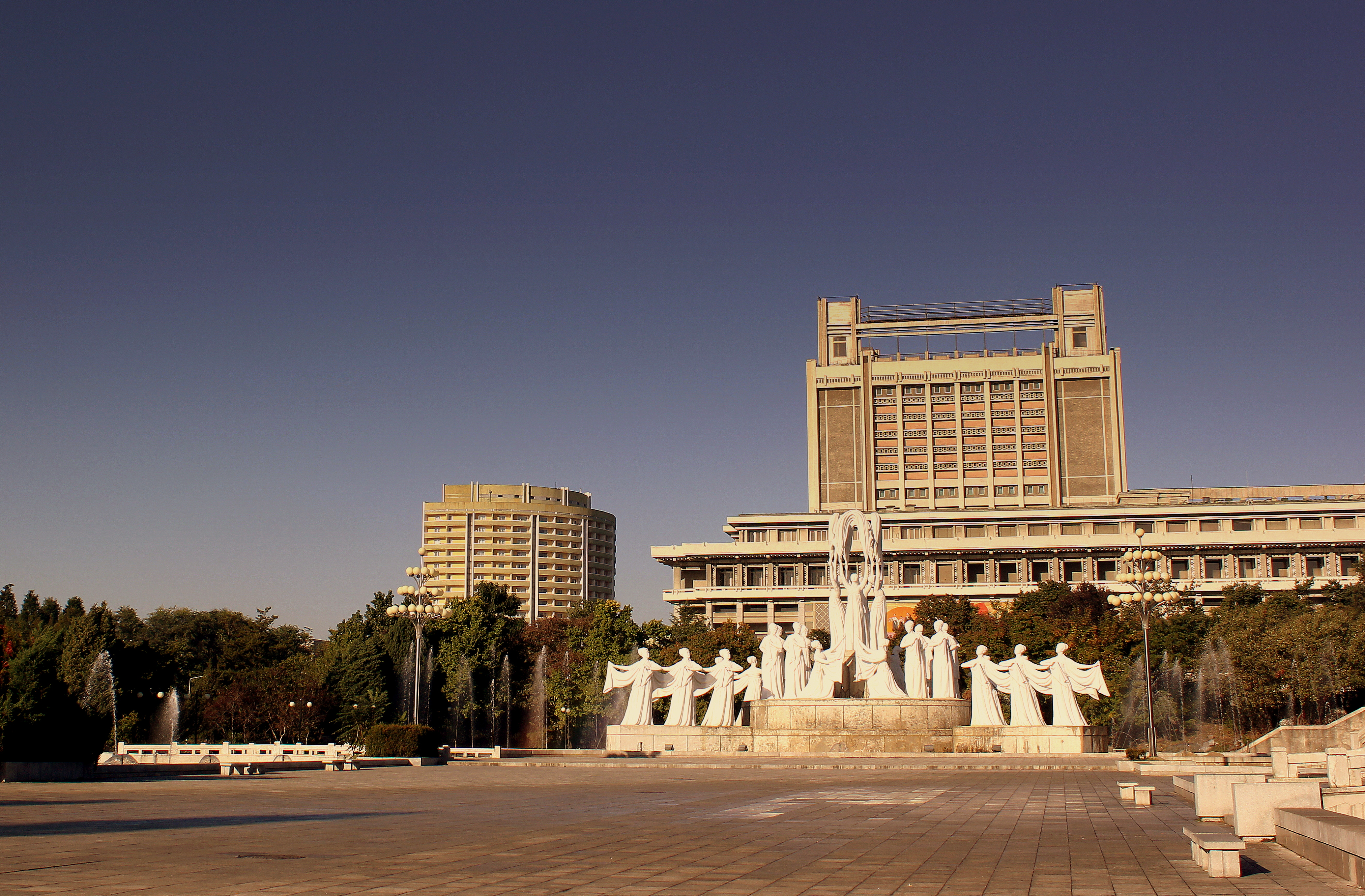
2009년 10월 삼지연악단의 첫 공연이 있었던 만수대 예술극장이 오른쪽에 보인다

- 10월 10일(만수대예술극장) : 노동당창건 64주년에 즈음한 은하수관현악단과의 합동경축공연. 평양음대를 졸업하고 삼지연악단에 갓 입단한 바이올리니스트 선우향희의 모습을 볼 수 있다. 은하수관현악단의 피치카토 합주와 삼지연악단의 관현악 '칼춤'(아람 하차투리안의 Sabre Dance from Ballet Gayane)이 인상적이다. 비슷한 시기에 창단되어 서로 비교될 수밖에 없는 두 악단의 첫 합동공연이었고 그 당시로서는 보다 주목을 받고 있었던 은하수관현악단이지만 그래도 앳된 선우향희의 모습 그리고 삼지연악단 리순애의 바이올린 독주를 볼 수 있다.

2010년
- 2월 7일(동평양대극장) : 방북 중인 왕자루이 중국 공산당 대외연락부장이 만수대예술단 삼지연악단 공연을 보았다고 북한 조선중앙TV가 보도.[14]
- 8월 15일(동평양대극장) : 조국해방 65주년에 즈음한 만수대예술단 삼지연악단과 러시아 명배우단의 합동음악회.

2011년
- 1월 1일(인민문화궁전) : 신년경축공연. 다음 해 7월 모란봉악단이 창단되면서 모란봉악단의 악장 그리고 제1바이올린으로 활동하게 되는 선우향희를 이 무대에서 볼 수 있다. 지휘는 공훈예술가 김호윤. '설날' 노래에서는 연주자들이 연주하는 도중 박수치는 자유스러운 모습을 보여주기도 한다. 선우향희는 단원 중 유일하게 솔로 연주의 무대(바이올린 독주 사라사테의 Zigeunerweisen)를 갖기도 하였다.
- 3월 8일(동평양대극장) : 러시아 21세기관현악단과의 합동공연.

2012년
- 3월 27일(평양대극장) : 조국통일범민족연합 남측본부 로수희 부의장이 이 공연을 관람.[15]

2013년
- 1월 2일(인민문화궁전) : 인공지구위성 발사성공에 기여한 과학자, 기술자, 노동자, 일꾼들을 위한 축하공연.
- 2월 (동평양대극장) : 광명성절경축 음악무용종합공연.
- 12월 24일(동평양대극장) : 조선인민군 최고사령관 김정일 취임 22주년과 이른바 '항일의 여성영웅' 김정숙 탄생 96주년에 즈음한 공연.

2014년

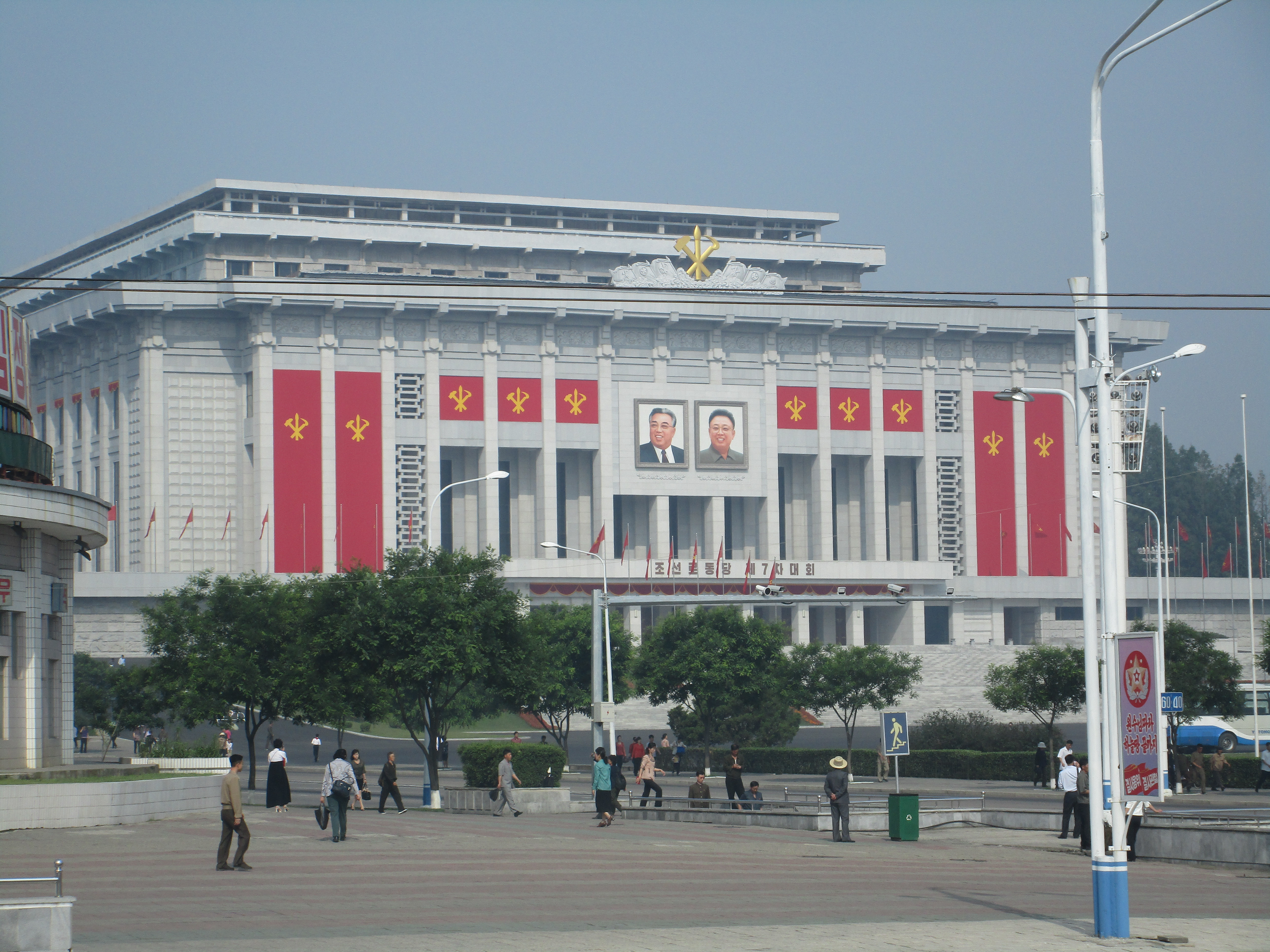
2016년 11월 삼지연악단 공연이 있었던 평양시의 4.25 문화회관

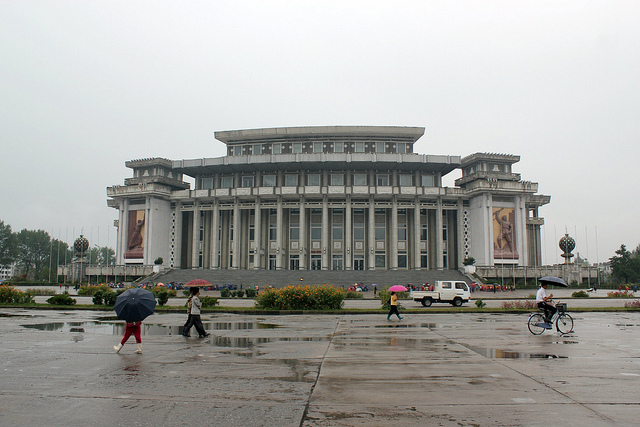
2017년 7월 삼지연악단 공연이 있었던 함흥시 함흥대극장

- 1월 1일(동평양대극장) : 신년음악회.
- 9월 28일~30일(릉라인민유원지) : 야외공연. 조선중앙통신은 단장 겸 지휘자 리순애의 인터뷰를 보도한 것으로 미루어 2014년 9월 당시 리순애가 단장이었음을 알 수 있다.
- 12월 30일(동평양대극장) : 조선인민군 최고사령관 김정은 취임3주년 축하공연.[16]

2015년
- 1월 1일(동평양대극장) : 신년음악회.
- 2월 19일(인민문화궁전) : 설명절(음력설) 경축공연.[17]

2016년
- 11월 16일(4.25문화회관) : 어머니날 경축공연. 악단의 재정비가 이루어진 후 첫 번째 무대이었다. 헨델의 오라토리오 메시아에 나오는 '할렐루야'를 경음악으로 연주.[18]

2017년
- 1월 1일(동평양대극장) : 새해 경축공연. 배경 영상과 함께 '세계만화영화 음악묶음' 연주.[19]
- 1월 28일(원산시) : 강원도안의 일꾼들, 각계층 근로자들, 청년학생들을 위한 공연.
- 3월 8일(동평양대극장) : 3.8 국제부녀절 107주년 기념공연.
- 6월 4일(량강도 예술극장) : 보천보전투승리 80주년 기념공연.
- 7월 12일~28일(함흥시 함흥대극장) : 노동당 제7차대회 결정관철을 위한 전민총돌격전 공연. 2.8비날론연합기업소, 흥남비료연합기업소, 동흥산은하피복공장에서도 축하공연.

2018년
- 1월 1일(동평양대극장) : 새해 경축공연.

## 평창 동계 올림픽 북측 예술단 공연

### 배경

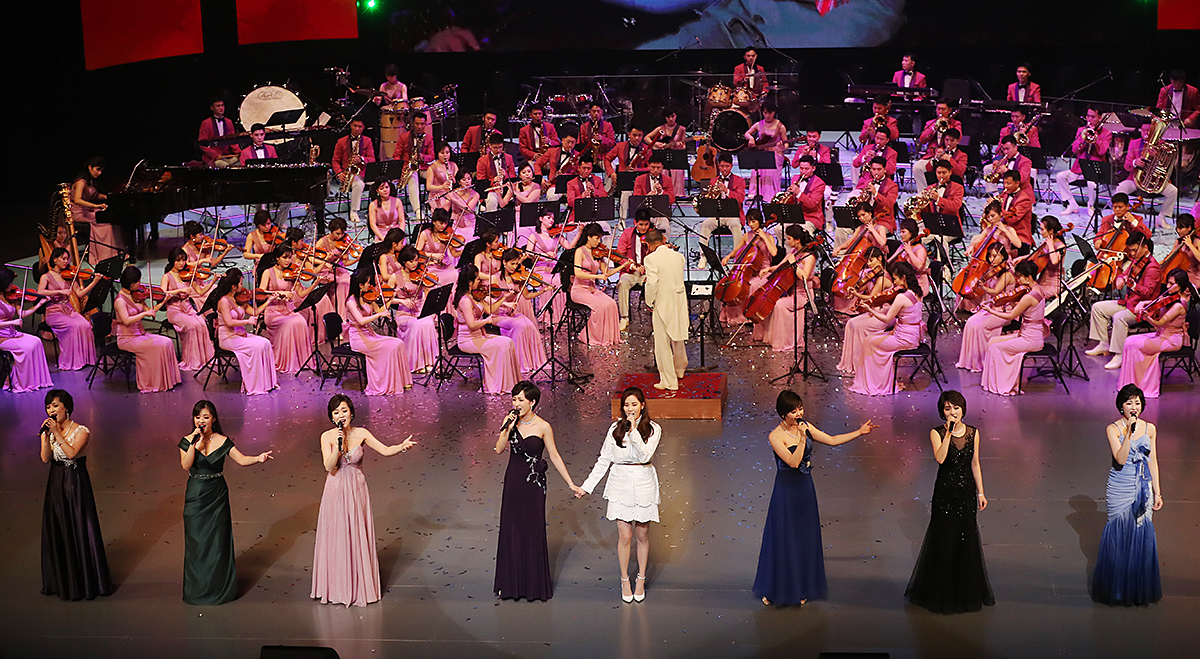
2018년 2월 11일 서울 국립극장에서 공연하는 삼지연관현악단 그리고 깜짝출현한 소녀시대 서현

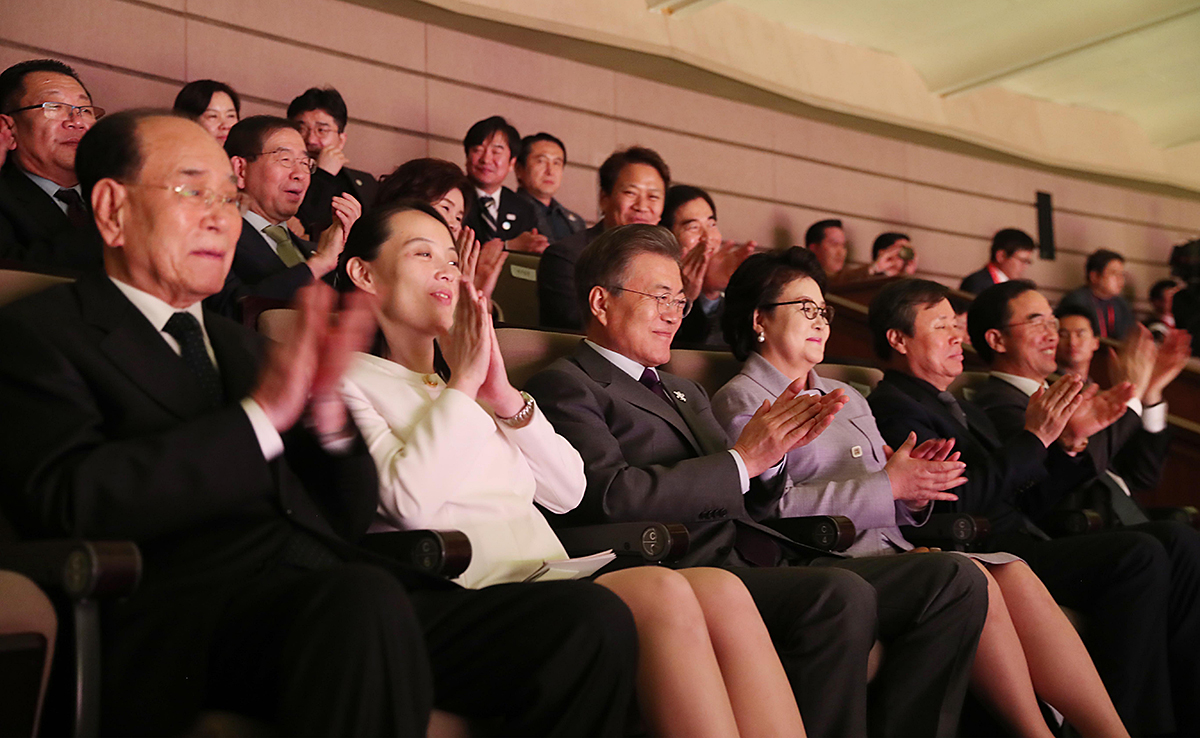
2018년 2월 11일 서울 국립극장에서 삼지연관현악단 공연을 관람하고 있는 문재인 대통령 내외와 김영남 최고인민회의 상임위원장, 김여정 노동당 중앙위 제1부부장

2018년 1월 1일 김정은 노동당 위원장은 신년사에서 평창 동계 올림픽 대표단 파견을 포함하여 필요한 조치를 할 용의가 있다고 밝혔으며, 이후 1월 9일 판문점에서의 남북고위급 회담에서 북측은 평창 동계올림픽대회 축하공연을 위한 예술단 등을 파견하고, 남측은 필요한 편의를 보장하기로 합의하였다. 이에 따라서 1월 15일 예술단 파견을 위한 실무접촉에서 현송월은 삼지연관현악단장이라는 직함으로 북측 차석대표로 참석하였고 이어서 1월 21일 현송월은 예술 공연을 위한 북측 예술단 사전 점검단을 이끌고 1박 2일 일정으로 강릉과 서울을 방문하였다.

### 삼지연관현악단
공식 명칭이 삼지연관현악단으로 알려진, 지원 인력을 포함하여 137명 규모의 북측 예술단은 기존 합의와 다르게 경의선 육로가 아닌 화물여객선 만경봉92호를 타고 바닷길로 2018년 2월 6일 강원도 묵호항에 도착하였다. 북측 예술단은 기존 삼지연악단의 연주자들을 중심으로 청봉악단의 가수들과 그 연주자들, 왕재산예술단, 모란봉악단, 만수대예술단과 조선국립교향악단 그리고 조선인민군공훈국가합창단의 일부 연주자들로 구성된 것으로 알려졌다.
새로운 삼지연관현악단은 현악 파트에서 제1바이올린 12명, 제2바이올린 10명, 비올라 10명, 첼로 9명, 더블 베이스 4명의 연주자 구성을 보여주었는데 이것은 삼지연악단 시절 현악 파트의 2배 이상 규모이었으며 관악 파트의 연주자도 마찬가지로 이전보다 2배 이상으로 확대되었다. 오케스트라 연주자만 85명 정도로 추산되는, 당시까지만 하여도 일종의 프로젝트 연합 악단으로 보였던 삼지연관현악단의 단장은 현송월, 지휘자는 조선인민군공훈국가합창단의 단장 겸 수석지휘자인 장룡식이었다.

### 강릉 공연
2018년 2월 8일 강원도 강릉시 강릉아트센터 사임당 홀에서 평창 동계 올림픽·패럴림픽 성공 기원 삼지연 관현악단 특별공연이라는 이름으로 첫 무대를 선보였다. 공훈국가합창단의 단장인 장룡식은 이제까지의 '륙군 중장' 견장이 달린 인민군 정복이 아닌 흰색의 지휘자 연미복 차림으로 지휘대에 올랐으며 이후 은하수관현악단의 지휘자였고 공훈국가합창단의 2013년 10월 공연에서도 지휘자로 나선 바 있었던 인민예술가 윤범주가 지휘자로 등장했다. 기존 삼지연악단의 의상처럼 여성 연주자들은 옅은 진달래빛 드레스, 남성 연주자들은 짙은 진달래빛 상의를 입었다.
청봉악단의 가수들인 김주향, 송영, 리수경, 김청, 김성심, 로경미, 권향림 그리고 청봉악단과 모란봉악단을 오가며 맹렬한 활약을 보여주고 있는 중견가수 김옥주는 역시 진달래빛 한복을 입고 등장하였는데 북측 노래 〈반갑습니다〉로 공연을 시작하여 북측 새해 공연에서 늘 빠짐없이 부르는 〈설눈아 내려라〉로 이어졌다. 또한 김옥주와 송영은 남측 노래인 〈J에게〉를 함께 불렀으며, 김옥주는 〈여정〉과 〈새별〉을 독창으로 불러서 왜 그녀가 청봉악단과 모란봉악단을 누비며 활약하고 있는지 단적으로 증명해주었다. 청봉악단의 가수인 김주향은 이번이 두 번째 예술단 방문으로 지난 2000년 5월 평양학생소년예술단의 일원으로 서울 예술의전당 오페라극장 공연에서 노래를 부른 적이 있었는데, 당시 김주향의 나이는 8살이었다.
새로운 일렉트릭 현악 4중주 〈내 나라 제일로 좋아〉에서는 중간에 장새납의 독주가 이어졌으며, 모란봉악단의 선우향희 또는 차영미가 연주하였던 기존 〈내 나라 제일로 좋아〉가 아닌 또 다른 연주자들의 일렉트릭 스트링과 전통악기 장새납의 연주는 나름 새로운 조화를 보여주었다. 〈달려가자 미래로〉에서 리수경·김청·김주향·송영·로경미는 짧은 핫팬츠를 입고 노래하면서 상당히 격렬한 춤을 추었는데, 짧은 핫팬츠는 기존의 평양 공연에서 결코 상상할 수 없었던 모습이었다. 또한 김주향의 가슴 깊게 패인 드레스도 평양 공연에서는 볼 수 없던 장면이었다. 약 20여 분에 걸쳐 클래식·민요 명곡 모음 관현악 〈친근한 선율〉을 연주하였는데 삼지연악단 시절보다 대폭 보강된 관·현악 파트는 더욱 세련되고 풍성한 사운드를 들려주었다. 정성조의 〈어제 내린 비〉는 공훈국가합창단의 선우정혁과 또 다른 색소폰 연주자에 의해 추적추적 비가 내리는 듯 재해석되었는데, 선우정혁은 2009년 10월 삼지연악단 공연의 색소폰 연주자로 모습을 보였으며 2016년 12월 28일의 모란봉악단 공연에서는 모란봉악단과 같은 제복을 입고 모란봉악단 자리에 출현한 최초의 남성 연주자들 중 하나이었다. 이후 〈최진사댁 셋째 딸〉, 〈홀로아리랑〉같은 친근한 남측 노래 메들리와 통일 노래가 이어졌고 〈다시 만납시다〉로 공연의 끝을 맺었다
조선중앙TV로 전체 공연 모습이 공개된 것은 2017년 7월 27일 무대가 마지막이었던 청봉악단의 연주진들은 거의 반 년만에 삼지연관현악단이라는 이름으로 백현희(바이올린), 서국성(비올라), 최혜림(타악기), 리혁철(드럼), 여심(피아노), 이름이 알려지지 않은 여성 일렉트릭 기타 주자 그리고 2017년 7월 공연에 첫 선을 보인 클라리넷 연주자와 신디사이저 연주자 등이 모습을 보였는데, 리혁철은 특히 청봉악단 가수들의 백업 보컬 도움아래 〈사랑〉 노래까지 불렀다. 한편 청봉악단과 모란봉악단에서 베이스를 담당하였던 이름이 알려지지 않은 여성 연주자도 이 공연에 참여하였으며, 모란봉악단에서 2015년 4월부터 2016년 5월 공연까지 제2바이올린을 담당하였던 김은하도 이 공연의 제2바이올린 파트 연주자들 사이에서 모습을 보였다.
삼지연악단 제1바이올린 파트의 수석 연주자 우혜영은 역시 삼지연관현악단의 제1바이올린 파트 수석 연주자 즉 악장 자리에 위치했으며 청봉악단의 제2바이올린 백현희는 수석 바이올린 연주자의 바로 옆에 앉아 있었는데 그다음으로 여기에서 은하수관현악단의 바이올리니스트 정선영을 슬프게도 더는 기대할 수 없었다. 2009년 삼지연악단 창단 당시 첫 공연에서 풋풋한 소녀 같은 모습을 보여주었던 어느 여성 플루트 연주자는 어느덧 세월이 흘러 이제는 돌아와 거울 앞에 선, 아니 2018년 그 겨울의 남측 무대에 자리한 노련한 연주자로 변모해 있었다.

### 서울 공연
2018년 2월 11일 서울 국립중앙극장 해오름극장에서 두 번째 공연을 하였는데 이 날 공연은 문재인 대통령 내외와 김정은 위원장의 특사 자격으로 방남한 김여정 노동당 중앙위 제1부부장 그리고 김영남 최고인민회의 상임위원장을 비롯한 평창 동계 올림픽 북측 고위급 대표단 일행 등이 관람하였다. 전체 공연은 2월 8일의 강릉 공연과 비슷하였으나 현송월 단장이 깜짝 등장하여 〈백두와 한나는 내 조국〉을 불렀으며 소녀시대 서현도 무대에 올라 청봉악단 가수 송영과 손을 잡고 〈우리의 소원은 통일〉과 〈다시 만납시다〉를 함께 불렀다. 북측 예술단은 2월 12일 경의선 육로를 통하여 북측으로 돌아갔다.

### 평양 공연
2018년 2월 16일 평양 만수대예술극장에서 삼지연관현악단의 귀환 공연을 진행하였으며 최룡해 당중앙위원회 부위원장을 비롯한 당중앙위원회 간부들과 예술부문 일꾼들, 창작가, 예술인들이 이 공연을 관람하였다고 조선중앙통신은 보도하였다. 공연은 남측 공연 내용 그대로 한 것으로 보이며, 남측 노래 또한 무대에 올려졌다고 조선중앙통신은 전했다.

## 삼지연관현악단으로의 확대
노동신문은 2018년 4월 7일 자에서 김정은 위원장이 삼지연관현악단에 '은정어린 선물 악기들'을 보내주었다고 보도하였다. 또한 이날 노동신문은 평창 동계 올림픽 북측 예술단 축하공연과 관련하여 "김정은이 삼지연관현악단의 창설자, 총지휘자가 되어 갓 태어난 새로운 관현악단의 공연준비사업을 걸음걸음 손잡아 이끌어주었다"고 전하였는데, 이것은 삼지연관현악단이 일시적인 프로젝트성 연합 악단으로 남아 있지 않고 본격적인 관현악단으로 새롭게 확대 개편되었음을 의미하는 것으로 보인다.
삼지연관현악단 선물 악기 전달식은 4월 6일에 진행되었으며 또한 이 자리에는 조선노동당 중앙위원회 정치국 위원이며 당중앙위원회 부위원장인 박광호, 삼지연관현악단의 일꾼들, 창작가, 예술인들이 참석하였다고 노동신문은 보도하였는데, 또한 이 자리에서 삼지연관현악단 단장 현송월, 악장 최성일 그리고 연주가 조은주가 결의 토론을 하였다. 박광호 부위원장은 연설에서 김정은이 보내준 선물 악기들에는 삼지연관현악단을 당의 음악정치를 맨 앞장에서 받들어나가는 본보기 예술단체로, 세계 일류급의 관현악단으로 내세우려는 크나큰 믿음과 사랑이 깃들어있다고 말하였는데 이것은 2013년 해체된 은하수관현악단 이후 그 명맥을 잇는 새로운 음악단체로 삼지연관현악단을 지원 육성하려는 것으로 해석된다.
2018년 2월 강릉과 서울 공연에서 삼지연관현악단의 악장은 기존 삼지연악단 제1바이올린 파트의 여성 수석 연주자 우혜영이었으나 이번 노동신문 보도에서 악장 또한 최성일로 교체된 것이 확인되었다. 새로운 악장 최성일은 과거 은하수관현악단의 바이올리니스트이었으며, 그는 2018년 4월 3일 류경 정주영체육관에서의 남측 예술단과 합동 공연에서 제1바이올린 파트의 수석 연주자 악장 자리에 처음으로 모습을 보였다.

## 삼지연관현악단의 창단 배경
음악예술은 정치의 산물이라고 규정하는 북한에서, 음악이라는 개념 속에는 이미 정치가 포함되어 있으며 '음악정치'는 음악과 정치, 노래와 혁명을 하나로 결합시킨 영도 예술로 규정된다. 즉, 음악은 정치에 복무해야 하며 체제를 결속하는 강화 수단으로 사용된다는 것이다. 또한 전제주의 정권의 통치자는 음악가들에게 그들의 이데올로기를 대변하는 작품들을 만들도록 요구하며, 이러한 작업을 통해 지도자 개인의 찬양과 우상화를 추구한다. 이러한 점에서 북한의 음악은 예술로서의 음악이 아닌 지배의 수단으로 전락해버린 음악이라고 말할 수 있다.
2016년 5월 노동당 제7차 대회에서 박춘남 문화상은 모란봉악단과 공훈국가합창단은 혁명적이고 전투적인 예술활동으로 이른바 주체혁명의 새 시대를 선도해 나가고 있다고 주장하였다. 이른바 노래소리 높은 곳에 혁명의 승리가 있다는 진리를 구현한 음악정치는 노동당의 선군정치를 뒷받침하여 커다란 위력을 발휘하고 있다고 그는 또한 강변하였다. 전제 정권의 권력과 지배를 정당화하고 유지하기 위해 음악을 이용하며 또한 이데올로기를 강화하기 위한 도구로 음악은 차용되는 셈이다.
엄혹한 국제사회의 제재와 압박 속에서 김정은 정권은 모란봉악단이나 조선인민군공훈국가합창단같은 '밀리터리 룩'(military style) 음악단체를 동원하여 그들을 '혁명 과업'의 최전선에서 군대와 인민을 이끄는 존재로 부각하여 왔지만, 핵무기를 포기하는 협상에 나선 2018년 지금에 있어서는 3대 세습, 핵실험 강행, 북한 주민들을 볼모로 한 인권탄압 등 최악의 독재국가 굴레로부터 국제사회의 인식을 바꾸고 보다 정상국가로 보일 수 있는 실마리를 찾고 있었을 것이다. 과거에는 민간인 개념의 음악단체로 은하수관현악단이 있었지만, 김정은 정권은 악장 문경진의 처형과 악단의 해체로 그 국가권력의 폭력성과 잔인함을 유감없이 보여주었다. 이 시점에서 음악정치의 전위대로 사용될 수 있는 남아있는 방법은 '밀리터리 룩'(military style) 개념이 희박한 기존 삼지연악단을 새롭게 확대하여, 2018년 4월 노동당 박광호 부위원장이 말한 것처럼 삼지연관현악단을 "당의 음악정치를 맨 앞장에서 받들어나가는 본보기 예술단체로, 세계 일류급의 관현악단으로 내세우려는" 시도일 것이다.

## 삼지연관현악단의 구성
일반적으로 관현악단은 바이올린·비올라·첼로·더블베이스 등 현악기, 플루트·클라리넷·오보에·바순 등 목관악기, 트럼펫·트롬본·튜바 등의 금관악기 그리고 팀파니·마림바·심벌즈 등의 타악기로 구성되며 또한 여기에 하프, 피아노 등이 추가된다. 삼지연관현악단은 여기에 전기 기타, 베이스 기타, 전자 건반악기(신디사이저), 드럼 같은 악기 등을 포함하였으며 또한 색소폰 역시 일반적으로 오케스트라의 정규 편성이 아니지만 추가되었다. 전자악기와 색소폰 등을 관현악단에 넣은 것은 음악에 있어서 현대적 감각과 대중성을 살리기 위한 것이었으며 또한 팝스 오케스트라로서의 성격을 명확하게 보여주는 예이기도 하다.
전자악기와 색소폰의 편성은 은하수관현악단, 삼지연악단, 조선인민군공훈국가합창단의 관현악단 역시 마찬가지이었으며 특히 은하수관현악단의 경우에는 알토 색소폰 3, 테너 색소폰 2, 바리톤 색소폰 1의 구성도 한때 보여주었다. 은하수관현악단은 2011년 설 명절 음악회의 경우 전면 배합관현악 편성을 보여주었으며 양악기와의 민족음악 연주가 전혀 어색하지 않은 연주기술을 보여주었으나, 삼지연관현악단의 경우 부분적으로 장새납이나 꽹과리를 사용하는 것 이외에 아직까지는 배합관현악을 시도하지 않고 있다.
김정일은 그의 《음악예술론》에서 자본주의 나라들에 있는 전자악단이 부정적 작용을 한다고 하여 전자악기를 배척할 필요는 없으며 전자악기를 가지고도 혁명적이며 건전한 음악을 민족적 정서에 맞게 잘 형상할 수 있다고 주장하였다. 그리하여 삼지연관현악단은 특히 모란봉악단처럼 일렉트릭 스트링, 일렉트릭 기타 그리고 전자 건반악기(신디사이저) 등을 사용한 전자악단으로서의 면모도 보여주었는데 이러한 모습은 2018년 2월 평창 동계 올림픽 북측 예술단 공연에서의 서구 록 음악이나 댄스 뮤직을 연상시키는 〈내 나라 제일로 좋아〉, 〈달려가자 미래로〉 등에서 잘 나타나 있다.

## 삼지연관현악단 공연 목록

### 2018년
- 2월 8일 (강릉시 강릉아트센터) : 평창 동계 올림픽·패럴림픽 성공 기원 삼지연관현악단 강릉공연.
- 2월 11일 (서울 국립중앙극장) : 평창 동계 올림픽·패럴림픽 성공 기원 삼지연관현악단 서울공연.
- 2월 16일 (평양 만수대예술극장)** : 삼지연관현악단의 평양 귀환 공연.
- 4월 3일 (류경 정주영체육관) : '우리는 하나' 남북평화 협력기원 남측 예술단과 합동 공연. 과거 은하수관현악단의 바이올리니스트 최성일이 악장으로 처음 모습을 보인 공연. 청봉악단의 김옥주·김주향·송영·김성심·로경미 등이 가수로 참여하였다.
- 4월 14일 (노동당 중앙위원회 청사)** : 중국공산당 중앙위원회 대외연락부장이 인솔하는 중국예술단방문 환영연회 공연. 모란봉악단의 김유경·김설미·류진아·박미경 등이 한복을 입고 출연하였는데, 모란봉악단의 가수들이 공연의상으로 한복을 입은 것은 2012년 7월 데뷔공연을 제외하고 처음이었다. 군사 제복을 입고 당과 혁명을 노래하던 모란봉악단 가수들이 앞으로도 드레스나 한복을 입을 수 있을지 주목된다. 삼지연관현악단의 연주진들은 지금까지의 진달래빛 드레스가 아닌 붉은 드레스를 입음. 송영이 사회자로 나타났는데, 북측 공연에서 전문 사회자가 아닌 가수가 사회자로 나선 것은 이례적이었다.
- 4월 27일 (판문점 남측 구역 평화의 집)** : 2018년 4월 남북정상회담 환영만찬 공연에서 삼지연관현악단의 김수명, 김성심·김주향·송영, 우혜영·주련옥·정은경·여심·홍윤미 등이 북측 공연자로 보도되었다.[46]

† 전체 공연 실황이 TV 녹화방송되지 않은 것은 공연 장소 옆에 ** 표시를 하였다.

## 같이 보기
- 공훈국가합창단
- 만수대예술단
- 왕재산예술단
- 보천보전자악단
- 은하수관현악단
- 모란봉악단
- 청봉악단
- 국무위원회연주단